# Rzeczyce (województwo śląskie)
Rzeczyce (niem. Retzitz, 1936-1945 Rettbach) – wieś sołecka w Polsce położona w województwie śląskim, w powiecie gliwickim, w gminie Rudziniec. 
Miejscowość leży nad jeziorem Dzierżnem Dużym, które potocznie jest nazywane Jeziorem Rzeczyckim. Teren jeziora zamieszkują przeróżne gatunki ptaków (perkoz, łyska),ok 80 gatunków. Zrujnowany folwark z pałacem.
W latach 1975–1998 miejscowość położona była w województwie katowickim. 

## Nazwa
Nazwa wsi Rzeczyce pochodzi od położenia obok łączących się w pobliżu rzek: Kłodnicy oraz Dramy. Heinrich Adamy w swoim dziele o nazwach miejscowych na Śląsku wydanym w 1888 roku we Wrocławiu wymienia jako najstarszą zanotowaną nazwę miejscowości Rzecyce podając jej znaczenie "Ort am Bach" czyli po polsku "Miejscowość nad potokiem".

## Historia
Wieś wzmiankowana w 1305 roku.

## Turystyka
Przez wieś przebiegają szlaki turystyczne:
- - Szlak Ziemi Gliwickiej
- - Szlak Sośnicowicki